# Lista de hat-tricks na Liga dos Campeões da UEFA

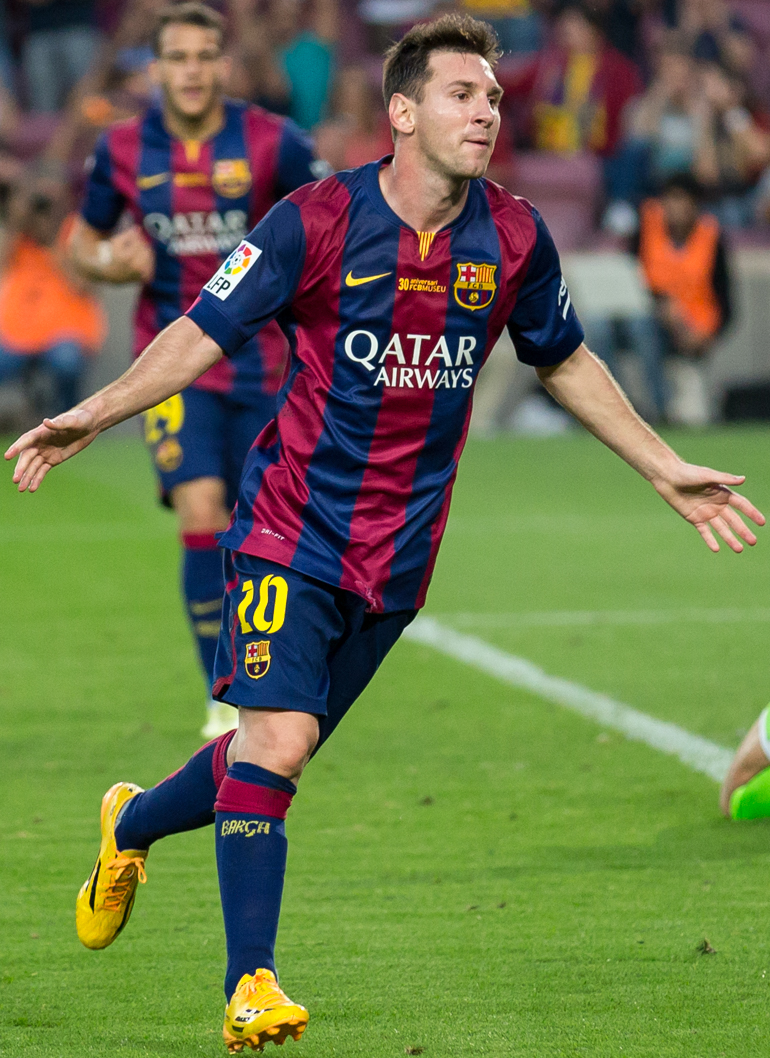
Lionel Messi é um dos jogadores a marcar oito hat-tricks na Liga dos Campeões da UEFA. Ele e Robert Lewandowski também são os únicos atletas a marcarem quatro gols em mais de uma partida.

Esta é a lista de hat-tricks na Liga dos Campeões da UEFA. Considera-se um hat-trick quando um futebolista marca três ou mais gols durante uma mesma partida, sem contar gols em disputa de pênaltis após o término da partida. A Liga dos Campeões da UEFA é a principal competição de clubes do continente europeu, organizada pela União das Associações Europeias de Futebol (UEFA).
Desde o surgimento da Liga dos Campeões em 1992, 91 jogadores de 36 diferentes países marcaram um hat-trick em um ou mais jogos da competição. O primeiro jogador a conseguir tal feito foi Juul Ellerman, o qual marcou três vezes pelo PSV Eindhoven na vitória por 6–0 diante do FK Vilnius em 1992.
Quatorze jogadores marcaram quatro ou mais gols em uma partida, sendo que Lionel Messi e Robert Lewandowski foram os únicos a fazer isto em duas oportunidades; apenas Messi e Luiz Adriano marcaram cinco gols no mesmo jogo. Messi e Cristiano Ronaldo são os jogadores a terem o maior número de hat-tricks na competição, conseguindo esta marca oito vezes, seguidos por Lewandowski, Filippo Inzaghi, Luiz Adriano e Mario Gómez, com três vezes cada. Apenas Ronaldo (quatro vezes) e Messi (duas vezes) marcaram um hat-trick por mais de uma vez em um jogo da fase eliminatória.[carece de fontes?]
Onze jogadores fizeram um hat-trick por dois clubes diferentes: Inzaghi (Juventus e Milan), Michael Owen (Liverpool e Manchester United), Samuel Eto'o (Barcelona e Internazionale), Marco Simone (Milan e Monaco), Ruud van Nistelrooy (PSV Eindhoven e Manchester United), Roy Makaay (Deportivo La Coruña e Bayern de Munique), Andriy Shevchenko (Dínamo de Kiev e Milan), Didier Drogba (Olympique de Marseille e Chelsea), Lewandowski (Borussia Dortmund e Bayern), Neymar (Barcelona e Paris Saint-Germain), e Ronaldo (Real Madrid e Juventus).
Nove jogadores fizeram um hat-trick na sua partida de estreia na Liga dos Campeões: Marco van Basten (Milan; sendo o único jogador a marcar quatro gols na sua estreia), Faustino Asprilla (Newcastle), Yakubu (Maccabi Haifa), Wayne Rooney (Manchester United), Vincenzo Iaquinta (Udinese), Grafite (Wolfsburg), Yacine Brahimi (Porto), Erling Haaland (Red Bull Salzburg) e Mislav Oršić (Dínamo Zagreb).
Bafétimbi Gomis possui o recorde do hat-trick mais rápido da história da Liga dos Campeões, tendo marcado três gols pela equipe francesa do Lyon diante da equipe croata do Dinamo Zagreb em uma diferença de sete minutos no ano de 2011. O recorde anterior era de Mike Newell, o qual havia marcado um hat-trick perfeito pelo Blackburn diante do Rosenborg em nove minutos, no ano de 1995.
O atleta mais jovem a marcar um hat-trick é Raúl, que quando o fez pelo Real Madrid, em 1994, diante do Ferencváros possuía a idade de 18 anos e 114 dias. Rooney é o mais novo a marcar na estreia na competição, com a idade de 18 anos e 340 dias, quando fez três gols em 2004 diante do Fenerbahçe. O atleta mais velho a marcar um hat-trick é Olivier Giroud, que aos 34 anos e 63 dias marcou em três oportunidades em um confronto do Chelsea diante do Sevilla em 2020. A temporada com o maior número de hat-tricks é a temporada 2019–20, que teve dez.

## Hat-tricks
Dados de março de 2021.[carece de fontes?]
| Legenda | Legenda                                         |
| ------- | ----------------------------------------------- |
| 4       | Jogador marcou quatro gols                      |
| 5       | Jogador marcou cinco gols                       |
|         | Equipe do jogador perdeu a partida              |
|         | Equipe do jogador empatou a partida             |
| ()      | Número de vezes que um jogador marcou hat-trick |

| Jogador                   | Equipe                   | Adversário               | Resultado | Data                    | Ref       |
| ------------------------- | ------------------------ | ------------------------ | --------- | ----------------------- | --------- |
| Juul Ellerman             | PSV Eindhoven            | Žalgiris Vilnius         | 6–0       | 16 de setembro de 1992  | [ 4 ]     |
| Romário                   | PSV Eindhoven            | AEK Atenas               | 3–0       | 4 de novembro de 1992   | [ 15 ]    |
| Marco van Basten4         | Milan                    | Göteborg                 | 4–0       | 25 de novembro de 1992  | [ 16 ]    |
| Franck Sauzée             | Olympique de Marseille   | CSKA Moscou              | 6–0       | 17 de março de 1993     | [ 17 ]    |
| Sergey Rodionov           | Spartak Moscou           | Skonto                   | 5–0       | 15 de setembro de 1993  | [ 18 ]    |
| Bernd Hobsch              | Werder Bremen            | Dinamo Minsk             | 5–2       | 16 de setembro de 1993  | [ 19 ]    |
| Luc Nilis                 | Anderlecht               | HJK                      | 3–0       | 29 de setembro de 1993  | [ 20 ]    |
| Jari Litmanen             | Ajax                     | Ferencváros              | 5–1       | 27 de setembro de 1995  | [ 21 ]    |
| Raúl                      | Real Madrid              | Ferencváros              | 6–1       | 18 de outubro de 1995   | [ 22 ]    |
| Mike Newell               | Blackburn                | Rosenborg                | 4–1       | 6 de dezembro de 1995   | [ 23 ]    |
| Marco Simone (1)          | Milan                    | Rosenborg                | 4–1       | 25 de setembro de 1996  | [ 24 ]    |
| Faustino Asprilla         | Newcastle                | Barcelona                | 3–2       | 17 de setembro de 1997  | [ 25 ]    |
| Andriy Shevchenko (1)     | Dínamo de Kiev           | Barcelona                | 4–0       | 5 de novembro de 1997   | [ 26 ]    |
| Andy Cole (1)             | Manchester United        | Feyenoord                | 3–1       | 5 de novembro de 1997   | [ 27 ]    |
| Filippo Inzaghi (1)       | Juventus                 | Dínamo de Kiev           | 4–1       | 18 de março de 1998     | [ 28 ]    |
| Alessandro Del Piero      | Juventus                 | Monaco                   | 4–1       | 1 de abril de 1998      | [ 29 ]    |
| Sigurd Rushfeldt          | Rosenborg                | Galatasaray              | 3–0       | 21 de outubro de 1998   | [ 30 ]    |
| Ruud van Nistelrooy (1)   | PSV Eindhoven            | HJK                      | 3–1       | 25 de novembro de 1998  | [ 31 ]    |
| Uwe Rösler                | Kaiserslautern           | HJK                      | 5–2       | 9 de dezembro de 1998   | [ 32 ]    |
| Andrei Tikhonov           | Spartak Moscou           | Willem II                | 3–1       | 15 de setembro de 1999  | [ 33 ]    |
| Simone Inzaghi4           | Lazio                    | Olympique de Marseille   | 5–1       | 14 de março de 2000     | [ 34 ]    |
| Gerard López              | Valencia                 | Lazio                    | 5–2       | 5 de abril de 2000      | [ 35 ]    |
| Andy Cole (2)             | Manchester United        | Anderlecht               | 5–1       | 13 de setembro de 2000  | [ 36 ]    |
| Filippo Inzaghi (2)       | Juventus                 | Hamburgo                 | 4–4       | 13 de setembro de 2000  | [ 37 ]    |
| Frode Johnsen             | Rosenborg                | Helsingborg              | 6–1       | 26 de setembro de 2000  | [ 38 ]    |
| Marco Simone (2)          | Monaco                   | Sturm Graz               | 5–0       | 27 de setembro de 2000  | [ 39 ]    |
| Rivaldo                   | Barcelona                | Milan                    | 3–3       | 18 de outubro de 2000   | [ 40 ]    |
| Claudio López             | Lazio                    | Shakhtar Donetsk         | 5–1       | 25 de outubro de 2000   | [ 41 ]    |
| Walter Pandiani           | Deportivo La Coruña      | Paris Saint-Germain      | 4–3       | 7 de março de 2001      | [ 42 ]    |
| Predrag Đorđević          | Olympiacos               | Bayer Leverkusen         | 6–2       | 18 de setembro de 2002  | [ 43 ]    |
| Roy Makaay (1)            | Deportivo La Coruña      | Bayern de Munique        | 3–2       | 18 de setembro de 2002  | [ 44 ]    |
| Filippo Inzaghi (3)       | Milan                    | Deportivo La Coruña      | 4–0       | 24 de setembro de 2002  | [ 45 ]    |
| Yakubu Aiyegbeni          | Maccabi Haifa            | Olympiacos               | 3–0       | 24 de setembro de 2002  | [ 46 ]    |
| Michael Owen (1)          | Liverpool                | Spartak Moscou           | 3–1       | 22 de outubro de 2002   | [ 47 ]    |
| Thierry Henry             | Arsenal                  | Roma                     | 3–1       | 27 de novembro de 2002  | [ 48 ]    |
| Alan Shearer              | Newcastle                | Bayer Leverkusen         | 3–1       | 26 de fevereiro de 2003 | [ 49 ]    |
| Ronaldo                   | Real Madrid              | Manchester United        | 3–4       | 23 de abril de 2003     | [ 50 ]    |
| Didier Drogba (1)         | Olympique de Marseille   | Partizan                 | 3–0       | 1 de outubro de 2003    | [ 51 ]    |
| Dado Pršo4                | Monaco                   | Deportivo La Coruña      | 8–3       | 5 de novembro de 2003   | [ 52 ]    |
| Roy Makaay (2)            | Bayern de Munique        | Ajax                     | 4–0       | 28 de setembro de 2004  | [ 53 ]    |
| Wayne Rooney              | Manchester United        | Fenerbahçe               | 6–2       | 28 de setembro de 2004  | [ 54 ]    |
| Ivan Klasnić              | Werder Bremen            | Anderlecht               | 5–1       | 2 de novembro de 2004   | [ 55 ]    |
| Ruud van Nistelrooy (2)4  | Manchester United        | Sparta Praga             | 4–1       | 3 de novembro de 2004   | [ 56 ]    |
| Sergei Semak              | CSKA Moscou              | Paris Saint-Germain      | 3–1       | 7 de dezembro de 2004   | [ 57 ]    |
| Tuncay Şanlı              | Fenerbahçe               | Manchester United        | 3–0       | 8 de dezembro de 2004   | [ 58 ]    |
| Sylvain Wiltord           | Lyon                     | Werder Bremen            | 7–2       | 8 de março de 2005      | [ 59 ]    |
| Adriano (1)               | Internazionale           | Porto                    | 3–1       | 15 de março de 2005     | [ 60 ]    |
| Vincenzo Iaquinta         | Udinese                  | Panathinaikos            | 3–0       | 14 de setembro de 2005  | [ 61 ]    |
| Ronaldinho                | Barcelona                | Udinese                  | 4–1       | 27 de setembro de 2005  | [ 62 ]    |
| Samuel Eto'o (1)          | Barcelona                | Panathinaikos            | 5–0       | 2 de novembro de 2005   | [ 63 ]    |
| Andriy Shevchenko (2)4    | Milan                    | Fenerbahçe               | 4–0       | 23 de novembro de 2005  | [ 64 ]    |
| Adriano (2)               | Internazionale           | Artmedia Bratislava      | 4–0       | 23 de novembro de 2005  | [ 65 ]    |
| Levan Kobiashvili         | Schalke 04               | PSV Eindhoven            | 3–0       | 23 de novembro de 2005  | [ 66 ]    |
| Fernando Morientes        | Valencia                 | Olympiacos               | 4–2       | 12 de setembro de 2006  | [ 67 ]    |
| Didier Drogba (2)         | Chelsea                  | Levski Sofia             | 3–1       | 27 de setembro de 2006  | [ 68 ]    |
| Kaká                      | Milan                    | Anderlecht               | 4–1       | 1 de novembro de 2006   | [ 69 ]    |
| Yossi Benayoun            | Liverpool                | Beşiktaş                 | 8–0       | 6 de novembro de 2007   | [ 70 ]    |
| Joseba Llorente           | Villarreal               | AaB                      | 6–3       | 21 de outubro de 2008   | [ 71 ]    |
| Jádson                    | Shakhtar Donetsk         | Basel                    | 5–0       | 26 de novembro de 2008  | [ 72 ]    |
| Grafite                   | Wolfsburg                | CSKA Moscou              | 3–1       | 15 de setembro de 2009  | [ 73 ]    |
| Michael Owen (2)          | Manchester United        | Wolfsburg                | 3–1       | 8 de dezembro de 2009   | [ 74 ]    |
| Nicklas Bendtner          | Arsenal                  | Porto                    | 5–0       | 9 de março de 2010      | [ 75 ]    |
| Lionel Messi (1)4         | Barcelona                | Arsenal                  | 4–1       | 6 de abril de 2010      | [ 76 ]    |
| Ivica Olić                | Bayern de Munique        | Lyon                     | 3–0       | 27 de abril de 2010     | [ 77 ]    |
| Samuel Eto'o (2)          | Internazionale           | Werder Bremen            | 4–0       | 29 de setembro de 2010  | [ 78 ]    |
| Gareth Bale               | Tottenham                | Internazionale           | 3–4       | 20 de outubro de 2010   | [ 79 ]    |
| André-Pierre Gignac       | Olympique de Marseille]  | MŠK Žilina               | 7–0       | 3 de novembro de 2010   | [ 80 ]    |
| Mario Gómez (1)           | Bayern de Munique        | Cluj                     | 4–0       | 3 de novembro de 2010   | [ 81 ]    |
| Karim Benzema (1)         | Real Madrid              | Auxerre                  | 4–0       | 8 de dezembro de 2010   | [ 82 ]    |
| Lionel Messi (2)          | Barcelona                | Viktoria Plzeň           | 4–0       | 1 de novembro de 2011   | [ 83 ]    |
| Mario Gómez (2)           | Bayern de Munique        | Napoli                   | 3–2       | 2 de novembro de 2011   | [ 84 ]    |
| Roberto Soldado (1)       | Valencia                 | Genk                     | 7–0       | 23 de novembro de 2011  | [ 85 ]    |
| Bafétimbi Gomis4          | Lyon                     | Dínamo Zagreb            | 7–1       | 7 de dezembro de 2011   | [ 86 ]    |
| Lionel Messi (3)5         | Barcelona                | Bayer Leverkusen         | 7–1       | 7 de março de 2012      | [ 87 ]    |
| Mario Gómez (3)4          | Bayern de Munique        | Basel                    | 7–0       | 13 de março de 2012     | [ 88 ]    |
| Cristiano Ronaldo (1)     | Real Madrid              | Ajax                     | 4–1       | 3 de outubro de 2012    | [ 89 ]    |
| Roberto Soldado (2)       | Valencia                 | BATE Borisov             | 3–0       | 23 de outubro de 2012   | [ 90 ]    |
| Claudio Pizarro           | Bayern de Munique        | Lille                    | 6–1       | 7 de novembro de 2012   | [ 91 ]    |
| Burak Yılmaz              | Galatasaray              | Cluj                     | 3–1       | 7 de novembro de 2012   | [ 92 ]    |
| Rui Pedro                 | Cluj                     | Braga                    | 3–1       | 20 de novembro de 2012  | [ 93 ]    |
| Luiz Adriano (1)          | Shakhtar Donetsk         | Nordsjælland             | 5–2       | 20 de novembro de 2012  | [ 94 ]    |
| Robert Lewandowski (1)4   | Borussia Dortmund        | Real Madrid              | 4–1       | 24 de abril de 2013     | [ 95 ]    |
| Cristiano Ronaldo (2)     | Real Madrid              | Galatasaray              | 6–1       | 17 de setembro de 2013  | [ 96 ]    |
| Lionel Messi (4)          | Barcelona                | Ajax                     | 4–0       | 18 de setembro de 2013  | [ 97 ]    |
| Kostas Mitroglou          | Olympiacos               | Anderlecht               | 3–0       | 2 de outubro de 2013    | [ 98 ]    |
| Zlatan Ibrahimović4       | Paris Saint-Germain      | Anderlecht               | 5–0       | 23 de outubro de 2013   | [ 99 ]    |
| Álvaro Negredo            | Manchester City          | CSKA Moscou              | 5–2       | 5 de novembro de 2013   | [ 100 ]   |
| Arturo Vidal              | Juventus                 | København                | 3–1       | 27 de novembro de 2013  | [ 101 ]   |
| Neymar (1)                | Barcelona                | Celtic                   | 6–1       | 11 de dezembro de 2013  | [ 102 ]   |
| Robin van Persie          | Manchester United        | Olympiacos               | 3–0       | 19 de março de 2014     | [ 103 ]   |
| Yacine Brahimi            | Porto                    | BATE Borisov             | 6–0       | 17 de setembro de 2014  | [ 104 ]   |
| Danny Welbeck             | Arsenal                  | Galatasaray              | 4–1       | 1 de outubro de 2014    | [ 105 ]   |
| Luiz Adriano (2)5         | Shakhtar Donetsk         | BATE Borisov             | 7–0       | 21 de outubro de 2014   | [ 106 ]   |
| Luiz Adriano (3)          | Shakhtar Donetsk         | BATE Borisov             | 5–0       | 5 de novembro de 2014   | [ 107 ]   |
| Lionel Messi (5)          | Barcelona                | APOEL                    | 4–0       | 25 de novembro de 2014  | [ 108 ]   |
| Sergio Agüero (1)         | Manchester City          | Bayern de Munique        | 3–2       | 25 de novembro de 2014  | [ 109 ]   |
| Mario Mandžukić           | Atlético de Madrid       | Olympiacos               | 4–0       | 26 de novembro de 2014  | [ 110 ]   |
| Cristiano Ronaldo (3)     | Real Madrid              | Shakhtar Donetsk         | 4–0       | 15 de setembro de 2015  | [ 111 ]   |
| Robert Lewandowski (2)    | Bayern de Munique        | Dínamo Zagreb            | 5–0       | 29 de setembro de 2015  | [ 112 ]   |
| Cristiano Ronaldo (4)4    | Real Madrid              | Malmö                    | 8–0       | 8 de dezembro de 2015   | [ 113 ]   |
| Karim Benzema (2)         | Real Madrid              | Malmö                    | 8–0       | 8 de dezembro de 2015   | [ 113 ]   |
| Olivier Giroud            | Arsenal                  | Olympiacos               | 3–0       | 9 de dezembro de 2015   | [ 114 ]   |
| Cristiano Ronaldo (5)     | Real Madrid              | Wolfsburg                | 3–0       | 12 de abril de 2016     | [ 115 ]   |
| Lionel Messi (6)          | Barcelona                | Celtic                   | 7–0       | 13 de setembro de 2016  | [ 116 ]   |
| Sergio Agüero (2)         | Manchester City          | Borussia Mönchengladbach | 4–0       | 14 de setembro de 2016  | [ 117 ]   |
| Lionel Messi (7)          | Barcelona                | Manchester City          | 4–0       | 19 de outubro de 2016   | [ 118 ]   |
| Mesut Özil                | Arsenal                  | Ludogorets Razgrad       | 6–0       | 19 de outubro de 2016   | [ 119 ]   |
| Lucas Pérez               | Arsenal                  | Basel                    | 4–1       | 6 de dezembro de 2016   | [ 120 ]   |
| Arda Turan                | Barcelona                | Borussia Mönchengladbach | 4–0       | 6 de dezembro de 2016   | [ 121 ]   |
| Pierre-Emerick Aubameyang | Borussia Dortmund        | Benfica                  | 4–0       | 8 de março de 2017      | [ 122 ]   |
| Cristiano Ronaldo (6)     | Real Madrid              | Bayern de Munique        | 4–2       | 18 de abril de 2017     | [ 123 ]   |
| Cristiano Ronaldo (7)     | Real Madrid              | Atlético de Madrid       | 3–0       | 2 de maio de 2017       | [ 124 ]   |
| Harry Kane                | Tottenham                | APOEL                    | 3–0       | 26 de setembro de 2017  | [ 125 ]   |
| Wissam Ben Yedder         | Sevilla                  | Maribor                  | 3–0       | 26 de setembro de 2017  | [ 126 ]   |
| Layvin Kurzawa            | Paris Saint-Germain      | Anderlecht               | 5–0       | 31 de outubro de 2017   | [ 127 ]   |
| Philippe Coutinho         | Liverpool                | Spartak Moscou           | 7–0       | 6 de dezembro de 2017   | [ 128 ]   |
| Sadio Mané                | Liverpool                | Porto                    | 5–0       | 14 de fevereiro de 2018 | [ 129 ]   |
| Lionel Messi (8)          | Barcelona                | PSV Eindhoven            | 4–0       | 18 de setembro de 2018  | [ 130 ]   |
| Paulo Dybala              | Juventus                 | Young Boys               | 3–0       | 2 de outubro de 2018    | [ 131 ]   |
| Edin Džeko                | Roma                     | Viktoria Plzeň           | 5–0       | 2 de outubro de 2018    | [ 132 ]   |
| Neymar (2)                | Paris Saint-Germain      | Red Star Belgrade        | 6–1       | 3 de outubro de 2018    | [ 133 ]   |
| Gabriel Jesus (1)         | Manchester City          | Shakhtar Donetsk         | 6–0       | 7 de novembro de 2018   | [ 134 ]   |
| Cristiano Ronaldo (8)     | Juventus                 | Atlético de Madrid       | 3–0       | 12 de março de 2019     | [ 135 ]   |
| Lucas Moura               | Tottenham                | Ajax                     | 3–2       | 8 de maio de 2019       | [ 136 ]   |
| Erling Haaland            | Red Bull Salzburg        | Genk                     | 6–2       | 17 de setembro de 2019  | [ 137 ]   |
| Mislav Oršić              | Dínamo Zagreb            | Atalanta                 | 4–0       | 18 de setembro de 2019  | [ 138 ]   |
| Serge Gnabry4             | Bayern de Munique        | Tottenham                | 7–2       | 1 de outubro de 2019    | [ 139 ]   |
| Raheem Sterling           | Manchester City          | Atalanta                 | 5–1       | 22 de outubro de 2019   | [ 140 ]   |
| Kylian Mbappé             | Paris Saint-Germain      | Brugge                   | 5–0       | 22 de outubro de 2019   | [ 141 ]   |
| Rodrygo                   | Real Madrid              | Galatasaray              | 6–0       | 6 de novembro de 2019   | [ 142 ]   |
| Robert Lewandowski (3)4   | Bayern de Munique        | Estrela Vermelha         | 6–0       | 26 de novembro de 2019  | [ 143 ]   |
| Arkadiusz Milik           | Napoli                   | Genk                     | 4–0       | 10 de dezembro de 2019  | [ 144 ]   |
| Gabriel Jesus (2)         | Manchester City          | Dínamo Zagreb            | 4–1       | 11 de dezembro de 2019  | [ 145 ]   |
| Josip Iličić4             | Atalanta                 | Valencia                 | 4–3       | 10 de março de 2020     | [ 146 ]   |
| Marcus Rashford           | Manchester United        | RB Leipzig               | 5–0       | 28 de outubro de 2020   | [ 147 ]   |
| Alassane Pléa             | Borussia Mönchengladbach | Shakhtar Donetsk         | 6–0       | 3 de novembro de 2020   | [ 148 ]   |
| Diogo Jota                | Liverpool                | Atalanta                 | 5–0       | 3 de novembro de 2020   | [ 149 ]   |
| İrfan Kahveci             | İstanbul Başakşehir      | RB Leipzig               | 3–4       | 2 de dezembro de 2020   | [ 150 ]   |
| Olivier Giroud (2)4       | Chelsea                  | Sevilla                  | 4–0       | 2 de dezembro de 2020   | [ 151 ]   |
| Neymar (3)                | Paris Saint-Germain      | İstanbul Başakşehir      | 5–1       | 9 de dezembro de 2020   | [ 152 ]   |
| Kylian Mbappé (2)         | Paris Saint-Germain      | Barcelona                | 5–1       | 16 de fevereiro de 2021 | [ 153 ]   |
| Christopher Nkunku        | RB Leipzig               | Manchester City          | 3–6       | 15 de setembro de 2021  | Jornada 1 |
| Robert Lewandowski (4)    | Bayern de Munique        | Benfica                  | 5–2       | 2 de novembro de 2021   | [ 154 ]   |
| Robert Lewandowski (5)    | Bayern de Munique        | Red Bull Salzburg        | 7–1       | 8 de março de 2022      | [ 155 ]   |
| Karim Benzema (3)         | Real Madrid              | Paris Saint-Germain      | 3–1       | 9 de março de 2022      | [ 156 ]   |
| Karim Benzema (4)         | Real Madrid              | Chelsea                  | 3–1       | 6 de abril de 2022      | [ 157 ]   |
| Robert Lewandowski (6)    | Barcelona                | Viktoria Plzeň           | 5–1       | 7 de setembro de 2022   | [ 158 ]   |
| Mohamed Salah             | Liverpool                | Rangers                  | 7–1       | 12 de outubro de 2022   | [ 159 ]   |

## Poker-trick
| Legenda | Legenda                                 |
| ------- | --------------------------------------- |
| 4       | Jogador fez 4 gols                      |
| 5       | Jogador fez uma Manita, ou seja, 5 gols |

| #  | Jogador              | Equipe              | Adversário             | Resultado | Data       | Ref.      |
| -- | -------------------- | ------------------- | ---------------------- | --------- | ---------- | --------- |
| 1  | Marco van Basten4    | Milan               | Göteborg               | 4–0       | 25/11/1992 |           |
| 2  | Simone Inzaghi4      | Lazio               | Olympique de Marseille | 5–1       | 14/03/2000 |           |
| 3  | Dado Pršo4           | Monaco              | Deportivo La Coruña    | 8–3       | 05/11/2003 |           |
| 4  | Ruud van Nistelrooy4 | Manchester United   | Sparta Praga           | 4–1       | 03/11/2004 |           |
| 5  | Andriy Shevchenko4   | Milan               | Fenerbahçe             | 4–0       | 23/11/2005 |           |
| 6  | Lionel Messi4        | Barcelona           | Arsenal                | 4–1       | 06/04/2010 |           |
| 7  | Bafétimbi Gomis4     | Lyon                | Dínamo Zagreb          | 7–1       | 07/12/2011 |           |
| 8  | Lionel Messi5        | Barcelona           | Bayer Leverkusen       | 7–1       | 07/03/2012 |           |
| 9  | Mario Gómez4         | Bayern de Munique   | Basel                  | 7–0       | 13/03/2012 |           |
| 10 | Robert Lewandowski4  | Borussia Dortmund   | Real Madrid            | 4-1       | 24/04/2013 |           |
| 11 | Robert Lewandowski4  | Bayern de Munique   | Crvena Zvezda          | 6-0       | 26/11/2019 |           |
| 12 | Zlatan Ibrahimović4  | Paris Saint-Germain | Anderlecht             | 5–0       | 23/10/2013 |           |
| 13 | Luiz Adriano5        | Shakhtar Donetsk    | BATE Borisov           | 7–0       | 21/10/2014 |           |
| 14 | Cristiano Ronaldo4   | Real Madrid         | Malmö                  | 8–0       | 08/12/2015 |           |
| 15 | Serge Gnabry 4       | Bayern de Munique   | Tottenham              | 7–2       | 01/10/2019 |           |
| 16 | Josip Iličić 4       | Atalanta            | Valencia               | 4–3       | 10/03/2020 |           |
| 17 | Olivier Giroud 4     | Chelsea             | Sevilla                | 4–0       | 02/12/2020 |           |
| 18 | Sébastien Haller     | Ajax                | Sporting               | 1–5       | 15/09/2021 | Jornada 1 |

## Manita
| # | Jogador        | Equipe           | Adversário       | Gols                            | Resultado | Data       | Ref. |
| - | -------------- | ---------------- | ---------------- | ------------------------------- | --------- | ---------- | ---- |
| 1 | Lionel Messi   | Barcelona        | Bayer Leverkusen | 25', 42', 49', 58', 84'         | 7–1       | 07/03/2012 |      |
| 2 | Luiz Adriano   | Shakhtar Donetsk | BATE Borisov     | 28' (p), 36', 40', 44', 82' (p) | 7–0       | 21/10/2014 |      |
| 3 | Erling Haaland | Manchester City  | RB Leipzig       | 22' (p), 24', 45'+2, 53', 57'   | 7–0       | 14/03/2023 |      |

## Hat-tricksmúltiplos
A lista a seguir apresenta os jogadores que possuem mais de um hat-trick. O texto em negrito demonstra que o jogador ainda permanece em atividade.
| # | Jogador             | Hat-tricks |
| - | ------------------- | ---------- |
| 1 | Lionel Messi        | 8          |
| 1 | Cristiano Ronaldo   | 8          |
| 3 | Robert Lewandowski  | 3          |
| 3 | Mario Gómez         | 3          |
| 3 | Filippo Inzaghi     | 3          |
| 3 | Luiz Adriano        | 3          |
| 3 | Neymar              | 3          |
| 8 | Adriano             | 2          |
| 8 | Sergio Agüero       | 2          |
| 8 | Karim Benzema       | 2          |
| 8 | Andy Cole           | 2          |
| 8 | Didier Drogba       | 2          |
| 8 | Samuel Eto'o        | 2          |
| 8 | Gabriel Jesus       | 2          |
| 8 | Roy Makaay          | 2          |
| 8 | Ruud van Nistelrooy | 2          |
| 8 | Michael Owen        | 2          |
| 8 | Andriy Shevchenko   | 2          |
| 8 | Marco Simone        | 2          |
| 8 | Roberto Soldado     | 2          |
| 8 | Olivier Giroud      | 2          |
| 8 | Kylian Mbappé       | 2          |